# Dubnica (Vranje)
Dubnica es un pueblo ubicado en el territorio de Vranje, en el distrito de Pčinja, Serbia.

## Superficie
Posee una superficie de 15,54 kilómetros cuadrados.

## Demografía
Hasta 2011 la población era de 770 habitantes, con una densidad de población de 49,55 habitantes por kilómetro cuadrado.